# Pyrostria media
Pyrostria media är en måreväxtart som först beskrevs av Achille Richard och Dc., och fick sitt nu gällande namn av Alberto Judice Leote Cavaco. Pyrostria media ingår i släktet Pyrostria och familjen måreväxter.
Artens utbredningsområde är Madagaskar. Inga underarter finns listade i Catalogue of Life.